# Anna II de Cabrera i de Montcada
Anna II de Cabrera i de Montcada (Modica, ~1510 - Valladolid, 1565) fou una dama catalana, vescomtessa de Cabrera i de Bas i comtessa de Mòdica i d'Osona.

## Ascendència
Anna fou la darrera titular del llinatge dels Cabrera. Era filla de Joan de Cabrera i Rocabertí, el qual era fill il·legítim del comte Joan I de Cabrera i, per tant, germanastre dels comtes successors d'aquell, Joan II i Anna I. Joan es casà en segones núpcies amb Anna de Montcada i tingueren Anna. D'un primer matrimoni de Joan amb Anna de Miquel havia nascut Antic de Cabrera i de Miquel, germanastre d'Anna, que acabaria sent el seu administrador en els dominis catalans dels Cabrera.

## Hereva dels Cabrera
Atesa la situació d'impossibilitat de descendència de la comtessa Anna I de Cabrera i el seu marit Fadrique Enríquez, aquesta hagué de designar hereu i, a instàncies del rei Ferran el Catòlic, el 1515, es decidí que el successor fos el seu nebot Luis Enríquez de Melgar, hereu també del seu oncle com a almirall de Castella i duc de Medina de Rioseco, i que aquell es casés amb Anna, ambdós encara infants. El matrimoni es va produir el 1518 a Medina de Rioseco i, a partir de llavors, el cognom Enríquez va passar a Enríquez de Cabrera. D'aquesta unió, naixerien:
- Luis Enríquez de Cabrera, successor del títols dels seus pares.
- Juan Enríquez de Cabrera
- Luisa Enríquez de Cabrera
- Maria Enríquez de Cabrera
- Ana Enríquez de Cabrera
- Francisca Enríquez de Cabrera
- Juana Enríquez de Cabrera

A la mort de la seva tia Anna I el 1526, Anna II assumí els seus títols. Els comtes van viure sempre a Castella i els territoris dels Cabrera van ser administrats per procuradors castellans, excepció feta dels vescomtats de Cabrera i de Bas, que quedaren sota la tutela del germanastre d'Anna, Antic de Cabrera.

## Desvinculació de la casa vescomtal
La titularitat dels dominis dels Cabrera passà, a la mort d'Anna el 1565, al seu fill Luis Enríquez de Cabrera que inicià, per necessitats econòmiques, un progressiu desballestament del patrimoni, que fou adquirit i reunificat, el 1572, per Francesc de Montcada i de Cardona, extingint-se així la vinculació del territori a la casa dels Cabrera.